# Вологодское масло

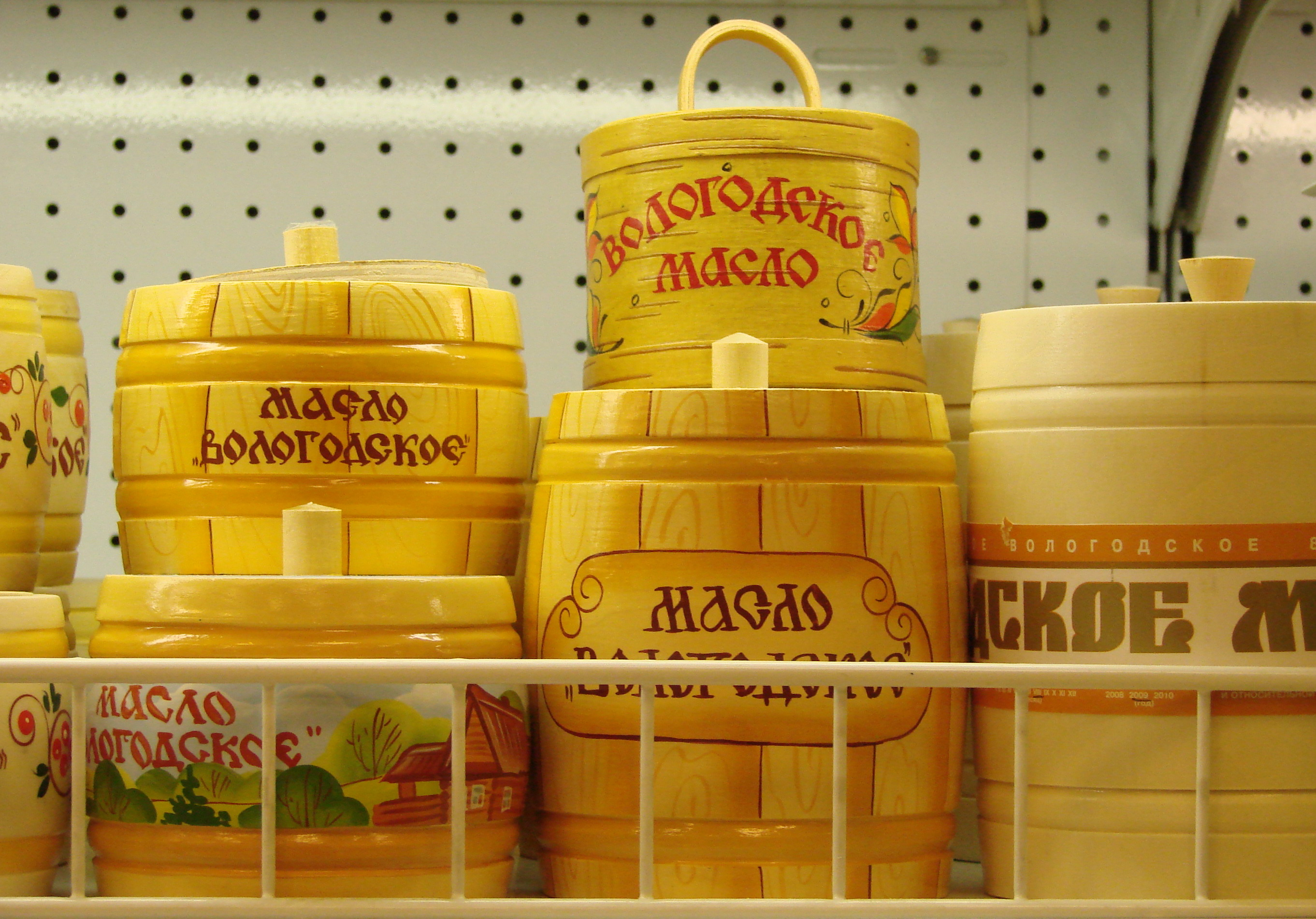
Вологодское масло

Волого́дское ма́сло — несолёное сладкосливочное масло с массовой долей влаги не более 16,0 %, производимое на территории Вологодской области, известное благодаря своему особому вкусу и аромату, приобретаемому в результате специальной переработки свежих сливок первого сорта под воздействием высоких температур.

## История

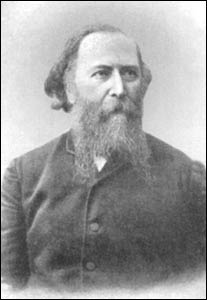
Изобретатель вологодского масла Н. В. Верещагин

Вологодское масло изобрёл Николай Васильевич Верещагин, старший брат художника-баталиста Василия Верещагина. Он изучил ведение молочного хозяйства в Швейцарии, Голландии, Дании, Германии и других европейских странах. В конце 1860-х годов он организовал артельные сыроварни в Вологодской, Новгородской, Ярославской и Тверской губерниях и выписал европейских специалистов-маслоделов для обучения русских мастеров. В 1870 году на Всемирной выставке по молочному хозяйству в Париже Верещагин обратил внимание на масло из Нормандии с ярко выраженным вкусом и ореховым привкусом. Это масло вдохновило его на изобретение нового способа приготовления.
В 1871 году Н. В. Верещагин и семья голштинцев Буманов организовали первый маслодельный завод в деревне Марфино Вологодской губернии, в 1872 — в Фоминском, близлежащем имении (ныне — село Молочное)
Верещагин предложил изготавливать масло из сливок, нагретых до высокой температуры, что придавало ему «ореховый» привкус. Новый вид масла Верещагин назвал «парижским», а в других странах мира его называли «петербургским», так как оно экспортировалось из России только из этого города. Отличное по вкусу молоко и масло в Вологодской губернии получалось благодаря обилию заливных лугов, сохраняющемуся в течение всего пастбищного периода зелёному травостою с обилием разнотравья, умеренным температурам летом без зноя и жары.

## Техническая информация

### Состав и физико-химические характеристики
Состав — пастеризованные сливки. Массовая доля жира не менее 82,5 %. Пищевая ценность (содержание в 100 г продукта): жира — 82,5 г, белка — 0,5 г, углеводов — 0,6 г. Энергетическая ценность — 747 ккал. Добавление поваренной соли не допускается. Титруемая кислотность не более 22 °T или pH плазмы масла не менее 6,21.

### Органолептические свойства
Чистый, хорошо выраженный вкус и запах сливок, подвергнутых пастеризации при высоких температурах, без посторонних привкусов и запахов. Консистенция — однородная, пластичная, плотная. Поверхность масла на разрезе блестящая, сухая на вид. Цвет — от белого до жёлтого, однородный по всей массе. В отличие от других видов масла, вологодское масло по органолептическим свойствам не подразделяют на сорта.

### Санитарно-гигиенические требования
Требования по микробиологическим показателям, предъявляемые к вологодскому маслу, более жёсткие, чем к другим видам масла: количество мезофильных аэробных и факультативно анаэробных микроорганизмов в 1 г продукта — не более 1·104 КОЕ (для других видов — не более 1·105 КОЕ). Бактерий группы кишечных палочек допускаются не более 10 (для других видов 1).

### Технология производства
Характерный ореховый привкус вологодского масла получается в результате нагревания специально отобранных высококачественных сливок в течение 10—15 минут до температуры 97—98 °C. При этом в масле образуются сульфгидрильные группы и лактоны, формирующие данный вкусовой оттенок.
В отношении вологодского масла с 1992 по 2010 год действовал ГОСТ 37-91; с 2015 года введен в действие ГОСТ 32261-2013 «Масло сливочное. Технические условия».

### Упаковка и хранение
Как и другие виды сливочного масла, вологодское масло может быть упаковано в брикеты (обычно массой нетто 100 и 180 г) из фольги. Срок годности в употребление 25 суток. Стаканчики и коробочки из специальных полимерных материалов. Только вологодское масло может быть упаковано в фанерно-штампованные бочонки массой нетто 1000 г, выстланные пергаментом или фольгой. Срок хранения вологодского масла в транспортной таре и срок реализации его в фанерно-штампованных бочонках и металлических банках — не более 30 суток с момента выработки. После указанного срока масло может быть реализовано как несолёное сладкосливочное масло соответствующего сорта.

## Торговая марка
Согласно решению Федерального агентства по техническому регулированию и метрологии с 1 января 2010 года, наименование «Вологодское масло» вправе использовать предприятия, находящиеся только на территории Вологодской области:
1. «Учебно-опытный молочный завод» ВГМХА им. Н. В. Верещагина
2. «Вологодский молочный комбинат»
3. «Северное молоко»
4. «Сухонский молочный комбинат»
5. «Маслозавод Тотемский»
6. «Череповецкий молочный комбинат»
7. «Белокрестский маслозавод» [3].

«Вологодское масло», изготовленное за пределами Вологодской области, считается контрафактной продукцией. Решение о передаче прав на использование товарного обозначения региону, а не конкретной компании, не имеет правовых прецедентов в России. В Евросоюзе аналогичным правовым статусом является «Protected Designation of Origin» или англ. «Protected Geographical Status». Номер регистрации наименования места происхождения товара — 27.

## Музей масла
В октябре 2009 года под Вологдой в Архитектурно-этнографическом музее Вологодской области открылся первый в России «Музей вологодского масла». 
Осенью 2023 года в отреставрированном доме купца Бурлова на улице Октябрьской в Вологде открылось культурно-выставочное пространство «Дом вологодского масла».

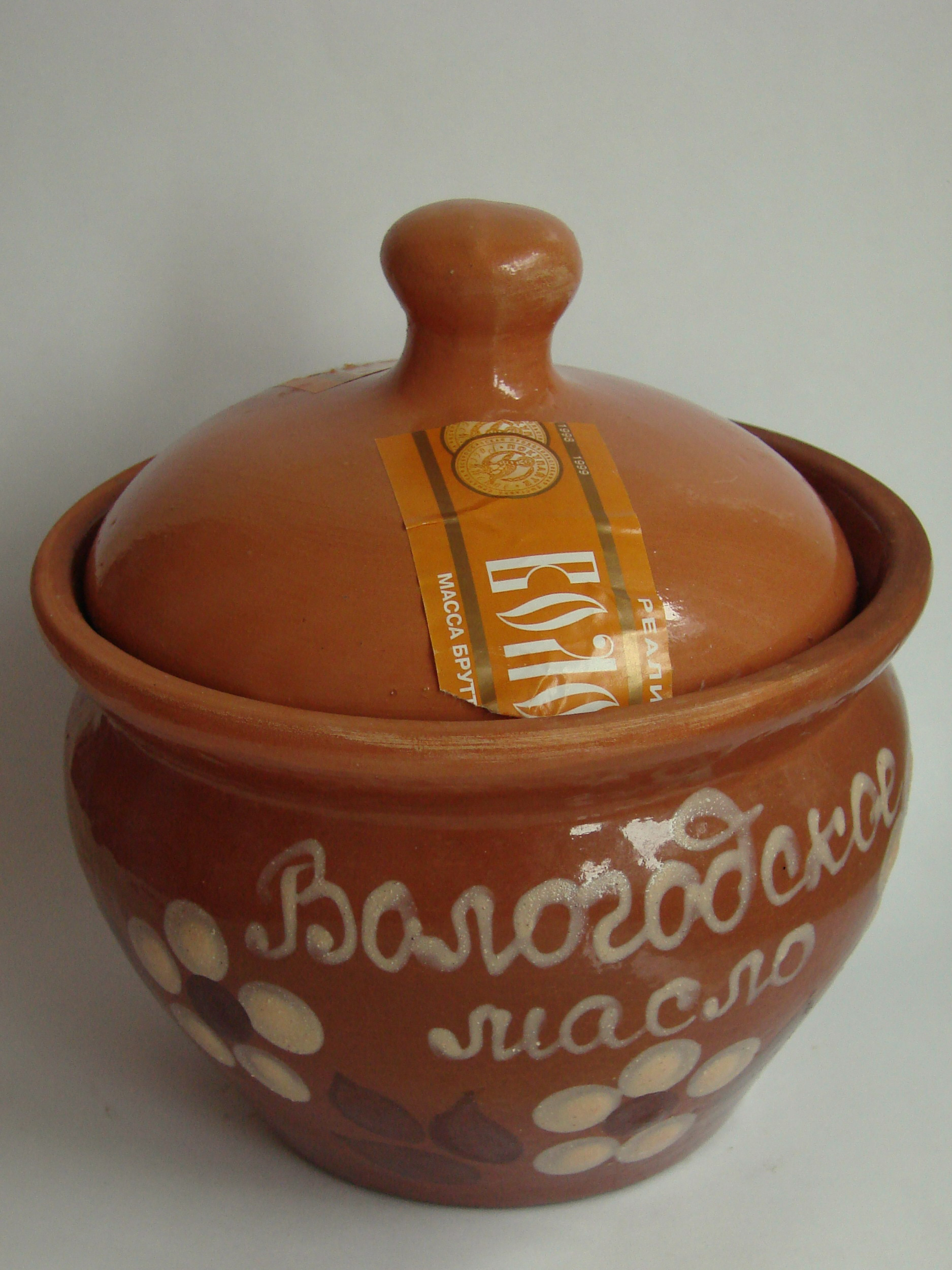
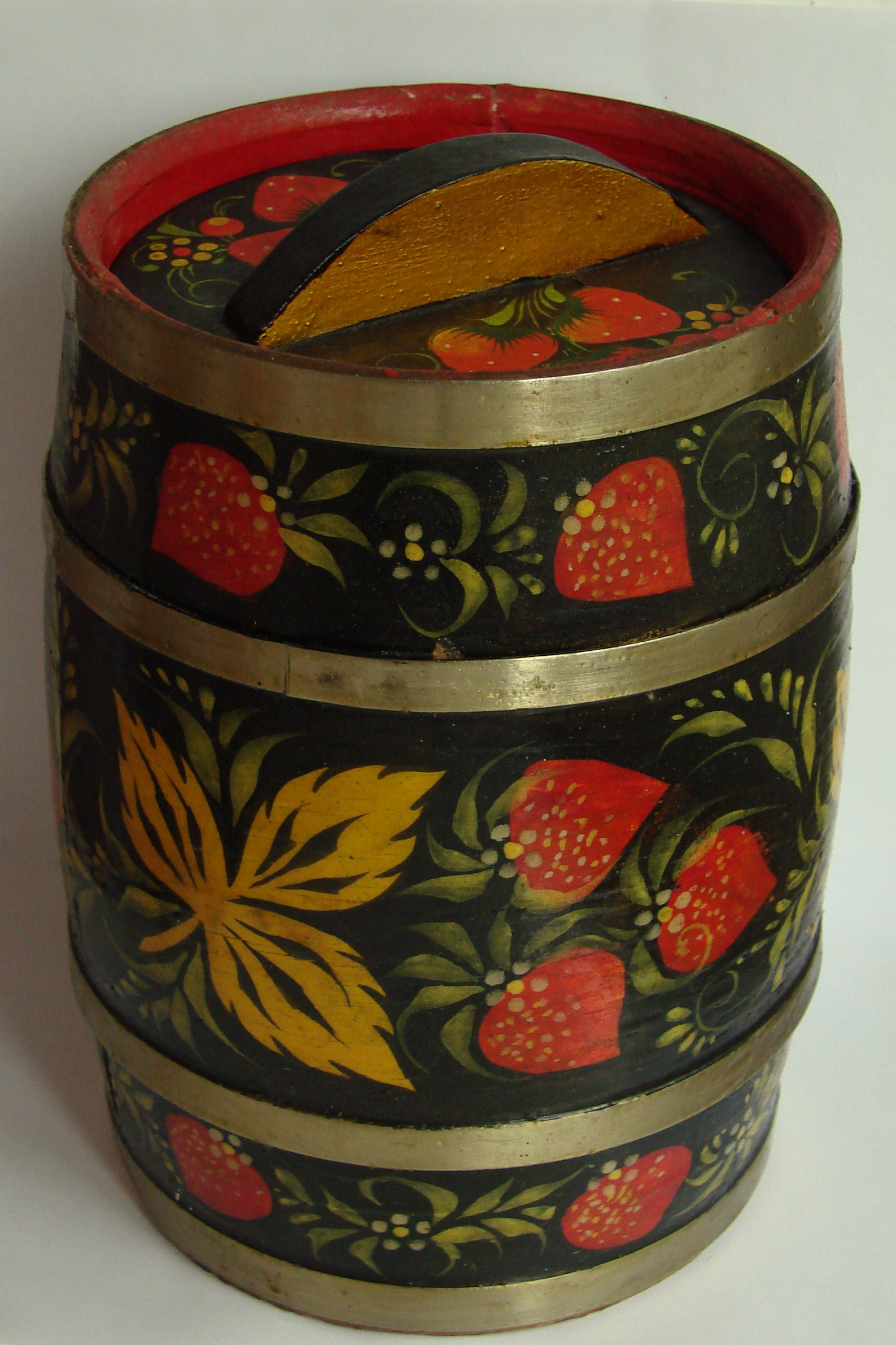